# Марсельский летающий паром
Ныне не сохранившийся летающий паром во французском городе Марсель соединял в первой половине XX века два берега марсельской гавани между старыми фортами Сен-Жан и Сен-Николя.
Французский инженер Фердинанд Жозеф Арноден — один из пионеров в строительстве летающих паромов, принимавший участие в возведении первого из них, Бискайского моста в Бильбао. В 1899 году он предложил властям Марселя построить здесь подобную конструкцию, которая, решая насущную транспортную проблему, стала бы в то же время ярким и современным украшением города. В 1902 году Арнодену было выдано разрешение на строительство на условиях концессии сроком на 75 лет. Постройка сооружения заняла 19 месяцев, и 15 декабря 1905 года марсельский летающий паром был принят в эксплуатацию.
По обоим берегам у входа в гавань были заложены мощные фундаменты, на которых возведены две стальных ажурных башни высотой 87 метров. На уровне 52 метров над водой к каждой башне была присоединена горизонтальная балка, удерживаемая с двух сторон тяжёлыми тросами, перекинутыми через верх башни и закреплёнными на берегу. Над водой балки жёстко соединялись между собой перемычкой, составляя в целом несущую конструкцию общей длиной 239 метров, по которой двигалась тележка с подвешенной к ней гондолой летающего парома.
Гондола размером 10 × 12 метров и весом 20 тонн, приводимая в движение электродвигателями, имела грузоподъёмность 36 тонн и могла нести несколько экипажей и до трёхсот пассажиров. Она была оборудована навесами, какое-то время прямо на гондоле даже функционировал буфет. Расстояние в 165 метров покрывалось за полторы минуты, лишь в ветреные дни скорость снижали, увеличивая время переправы до двух с половиной минут.
22 августа 1944 года при освобождении Марселя отступающие немецкие войска подорвали летающий паром, чтобы заблокировать гавань. Северная башня обрушилась, южная же устояла. Она была взорвана 1 сентября 1945 года, и только к марту 1947 года компания по сносу зданий закончила расчистку территории, вывезя 1180 тонн металлолома. В 1967 году практически в том же месте под водами марсельской гавани был сооружён автомобильный туннель.